# Constitución de la Unión de Myanmar
La Constitución de la Unión de Myanmar es la ley suprema que rige esa nación. Fue creada por una junta de representantes convocada por el Congreso en 2007. Se promulgó luego de un referéndum realizado en mayo de 2008.

## Historia
El 30 de agosto de 2003 el entonces primer ministro Khin Nyunt anuncia un plan consistente en 7 pasos para que el país retornara a la democracia, pero no establece un cronograma concreto para cumplirlo. En este plan estaba incluida la redacción y adopción de una constitución refrendada por el pueblo a través de un referéndum.
El 18 de junio de 2007 la junta de representantes designa una comisión de 54 miembros, conformada por militares y civiles, para que redacte la constitución. La junta militar llama a un referéndum para que el pueblo referende la constitución el 10 de mayo de 2008. La constitución fue criticada por ayudar a la perpetuación de la junta militar en el poder. El referéndum fue acusado por organismos internacionales por, entre otras cuestiones, la imposibilidad de los ciudadanos de elegir libremente pues el texto no habría podido llegar al conocimiento del gran público. A pesar de esto, fue promulgada el 29 de mayo de ese mismo año.

## Estructura y contenido
La constitución de Myanmar contiene elementos del Common Law y del derecho consuetudinario birmano. La constitución contiene 457 capítulos, posee un preámbulo y 15 capítulos.
| Capítulo | Título                                                                       | Artículos | Contenido |
| -------- | ---------------------------------------------------------------------------- | --------- | --- |
| I        | “Principios Básicos de la unión”                                             | 1-48      | Habla acerca de los principios generales en los que se estructura la república. Fija el nombre oficial de la nación. Establece la división política de la unión, la forma en que se encuentra estructurado el gobierno, el principio de igualdad de los habitantes, etc.                                                    |
| II       | “Estructura de la Unión”                                                     | 49-56     | Habla acerca de los principios generales en los que se estructura la república. Fija el nombre oficial de la nación. Establece la división política de la unión, la forma en que se encuentra estructurado el gobierno, el principio de igualdad de los habitantes, etc.                                                    |
| III      | “Cabeza del estado”                                                          | 57-73     | Habla acerca del presidente y el vicepresidente de la Nación. Establece los requisitos para ser electo en uno de estos cargos, la fórmula mediante la cual deben jurar al tomar el mismo, el procedimiento de impreachment, etc.                                                                                            |
| IV       | “La Legislatura”                                                             | 74-198    | Regula la Pyidaungsu Hluttaw, el congreso de la unión. Establece la estructura interna de esta y los requisitos para acceder a ella. Además habla acerca de las leyes, cómo se crean, se promulgan, etc. |
| V        | “El poder ejecutivo”                                                         | 199-292   | Habla acerca de la organización del poder ejecutivo. Establece las funciones del presidente y el vicepresidente. Además fija la estructura del gabinete ministerial, etc. |
| VI       | “El poder Judicial”                                                          | 293-336   | Habla acerca del poder judicial. Establece la formación de la Corte Suprema de la Unión, los requisitos para formar parte de ella, sus funciones específicas, el procedimiento de impreachment para sus miembros, etc. Además establece la estructura de los tribunales inferiores.                                         |
| VII      | “Servicios de Defensa”                                                       | 337-344   | Habla acerca del ejército nacional de la unión, su estructura interna, etc. |
| VIII     | “Ciudadanos, Derechos fundamentales y deberes de los Ciudadanos”             | 345-390   | Habla acerca de los derechos fundamentales que tienen los ciudadanos. Establece los requisitos para ser considerado ciudadano, el principio de igualdad, la libertad de expresión, de culto y económica, etc. Además fija cuáles son los procedimientos para la reclamación de un derecho que pudiese haber sido cercenado. |
| IX       | “Las elecciones”                                                             | 391-403   | Establece el procedimiento para la elección del presidente, vicepresidente y representantes en el congreso. |
| X        | “Los partidos políticos”                                                     | 404-409   | Establece el régimen de partidos políticos, los requisitos para su creación, etc. Además establece que un partido puede ser censurado si cumple con ciertas condiciones, cómo ser considerados cómo potencialmente peligrosos, etc.                                                                                         |
| XI       | “Medidas en caso de estado de emergencia”                                    | 410-432   | Habla acerca de las medidas que deben ser adoptadas en caso de que se declarase estado de emergencia. |
| XII      | “Reforma de la Constitución”                                                 | 433-436   | Establece el procedimiento para la reforma de la constitución. |
| XIII     | “Bandera del estado, escudo del estado, himno nacional y capital del estado” | 437-440   | Establece cuál es la bandera, el escudo, el himno nacional y la ciudad designada para ser capital del estado. |
| XIV      | “Disposiciones Transitorias”                                                 | 441-448   | Establece las disposiciones transitorias que deberán tenerse en cuenta en el momento de la sanción de la carta magna. |
| XV       | “Disposiciones Generales”                                                    | 449-457   | Establece entre otras cosas que la constitución es la ley fundamental del estado, cuál es el idioma oficial del estado, que se debe guardar el ejemplar original de la carta magna en los archivos nacionales del estado, etc                                                                                               |